# Erik Pieters
Erik Pieters (Tiel, 7 augustus 1988) is een Nederlands betaald voetballer die doorgaans als linksback speelt. Pieters debuteerde in augustus 2010 in het Nederlands voetbalelftal. Hij nam eenmaal deel aan de Olympische Spelen.

## Clubcarrière

### FC Utrecht
Pieters werd geboren in het ziekenhuis van Tiel, maar groeide op in het dorpje Enspijk. De linkspoot, die vooral in de achterhoede te vinden is, speelde voor zijn overstap naar Utrecht voor de amateurvoetbalclub VV Rhelico uit het Gelderse Rumpt. Een kennis beval hem aan bij Koos van Tamelen, hoofd opleidingen van FC Utrecht. Hij werd uitgenodigd om mee te trainen en kreeg uiteindelijk een contract. Na zijn overstap naar de Domstad behoorde Pieters tot enkele Nederlandse nationale jeugdselecties. Na de jeugdopleiding te hebben doorlopen, was hij vanaf januari 2007 een vaste waarde in het eerste elftal van de Utrechtse club.
Op 13 februari 2007 tekende de international van Jong Oranje een nieuw contract, dat hem tot medio 2011 verbond aan FC Utrecht. Hij speelde die jaargang een aantal wedstrijden mee op het EK onder 21 in 2007. De eerste wedstrijd tegen Israël (1-0 winst)zat hij nog op de bank, maar vervolgens was hij een vaste waarde in het elftal van Foppe de Haan. In het treffen met Portugal onder 21 (2-1 winst, waardoor kwalificatie voor de Olympische Zomerspelen 2008 was veiliggesteld) kwam hij als wisselspeler op het veld. Pieters begon in de basisopstelling in de halve finale tegen Engeland U-21 (1-1, 13-12 na 32 penalty's), maar werd later vervangen door RKC'er Tim Janssen, om de nadruk meer op de aanval te leggen. Daarnaast had hij last van een lichte blessure. De verdediger was in de finale wel weer van de partij, waar Jong Oranje Jong Servië met 4-1 versloeg en daarmee de titel prolongeerde.
Gedurende de transferperiode voorafgaand aan het seizoen 2008/09 stond Pieters, die een van de weinige revelaties was in het voor Utrecht teleurstellend verlopen seizoen daarvoor, in de belangstelling van meerdere clubs, waarvan PSV het meest concreet was. Een voorgestelde ruil met Ismaïl Aissati kon echter geen doorgang vinden, naar verluidt omdat de middenvelder geen interesse had in FC Utrecht.

### PSV
Op 9 juli 2008 werd bekendgemaakt dat de Utrechtse verdediger alsnog een contract zou tekenen bij PSV. Met de transfer zou een bedrag van tussen de 2,5 en 3 miljoen euro gemoeid zijn. De Eindhovense club presenteerde Pieters officieel op 11 juli, nadat hij de medische keuring had ondergaan.
Gedurende het seizoen 2009/10 stond Pieters meer dan veertig wedstrijden voor de Brabantse club in de basis.
Op 18 januari 2013 keerde Pieters na een afwezigheid van negen maanden vanwege een blessure weer terug bij PSV in een verloren thuiswedstrijd tegen PEC Zwolle. In de wedstrijd ontving Pieters een rode kaart. Nadat hij van het veld was gelopen, sloeg hij een raam in, wat zes afgescheurde pezen en een afgescheurde zenuw tot gevolg had. Op 14 april was Pieters weer inzetbaar voor PSV.

### Stoke City
Pieters tekende op 28 juni 2013 een in eerste instantie vierjarig contract bij Stoke City. De transfer leverde PSV naar schatting 3,6 miljoen euro op. Pieters maakte op 17 augustus 2013 zijn debuut voor Stoke City, in de openingswedstrijd van de Premier League 2013/14 tegen Liverpool. Hij maakte op 12 april 2014 zijn eerste doelpunt voor Stoke City. In een wedstrijd tegen Newcastle United belandde een voorzet van Pieters achter keeper Tim Krul in het doel. Pieters werd bij Stoke direct basisspeler en bleef dat ook in de volgende seizoenen. Hij verlengde in december 2015 zijn contract bij de Engelse club tot medio 2020. Hij degradeerde in 2018 met Stoke naar de Championship.
In maart 2018 raakte Pieters in opspraak na een bezoek aan een nachtclub, de nacht voor een thuiswedstrijd tegen Everton. Nadat Stoke City-coach Paul Lambert dit te weten kwam, haalde hij Pieters uit de selectie voor de wedstrijd tegen Everton (1-2), waarna een gesprek volgde met als gevolg een boete van 70.000 pond, omgerekend zo'n 80.000 euro. Na meer dan 200 wedstrijden voor Stoke, verhuurde de Engelse club hem in januari 2019 voor een half jaar aan Amiens SC. Dit bleek een voorbode van het einde van Pieters' tijd bij Stoke. Hij tekende in juli 2019 een contract tot medio 2021 bij Burnley FC. Voor hem betekende dit een terugkeer in de Premier League.

### West Bromwich Albion
In 2022 tekende Pieters een eenjarig contract bij West Bromwich Albion uitkomend in de Championship. Na een jaar waarin hij vrijwel het hele seizoen vanaf de aftrap speelde, verlengden de club en hij in juni 2023 hun samenwerking tot medio 2024. Hierna zat hij enige tijd zonder club.

### Luton Town en Derby County
Op 19 december 2024 tekende hij een kortlopend contract bij Luton Town, uitkomend in de Championship. Een maand later verliet hij de club zonder dat hij in actie gekomen was. Begin maart 2025 was hij op proef bij Middlesbrough maar de club contracteerde hem niet. Op 28 maart tekende Pieters een contract tot het einde van het seizoen bij Derby County dat eveneens uitkomt in de Championship.

## Clubstatistieken
| Seizoen         | Club                 | Competitie      | Competitie | Competitie | Beker | Beker | Internationaal | Internationaal | Totaal | Totaal |
| Seizoen         | Club                 | Competitie      | Wed.       | Dlp.       | Wed.  | Dlp.  | Wed.           | Dlp.           | Wed.   | Dlp.   |
| --------------- | -------------------- | --------------- | ---------- | ---------- | ----- | ----- | -------------- | -------------- | ------ | ------ |
| 2006/07         | FC Utrecht           | Eredivisie      | 20         | 0          | 0     | 0     | —              | —              | 20     | 0      |
| 2007/08         | FC Utrecht           | Eredivisie      | 31         | 2          | 0     | 0     | —              | —              | 31     | 2      |
| 2008/09         | PSV                  | Eredivisie      | 17         | 0          | 1     | 0     | 3              | 0              | 21     | 0      |
| 2009/10         | PSV                  | Eredivisie      | 27         | 0          | 3     | 0     | 11             | 0              | 41     | 0      |
| 2010/11         | PSV                  | Eredivisie      | 31         | 0          | 4     | 0     | 13             | 0              | 48     | 0      |
| 2011/12         | PSV                  | Eredivisie      | 16         | 0          | 2     | 0     | 7              | 0              | 25     | 0      |
| 2012/13         | PSV                  | Eredivisie      | 2          | 0          | 0     | 0     | 0              | 0              | 2      | 0      |
| 2013/14         | Stoke City           | Premier League  | 36         | 1          | 3     | 0     | —              | —              | 39     | 1      |
| 2014/15         | Stoke City           | Premier League  | 31         | 0          | 1     | 0     | —              | —              | 32     | 0      |
| 2015/16         | Stoke City           | Premier League  | 35         | 0          | 6     | 0     | —              | —              | 41     | 0      |
| 2016/17         | Stoke City           | Premier League  | 36         | 0          | 3     | 0     | —              | —              | 39     | 0      |
| 2017/18         | Stoke City           | Premier League  | 31         | 0          | 1     | 0     | —              | —              | 32     | 0      |
| 2018/19         | Stoke City           | Championship    | 21         | 2          | 2     | 0     | —              | —              | 23     | 2      |
| 2018/19         | → Amiens SC          | Ligue 1         | 15         | 1          | 0     | 0     | —              | —              | 15     | 1      |
| 2019/20         | Burnley              | Premier League  | 24         | 0          | 2     | 2     | —              | —              | 26     | 2      |
| 2020/21         | Burnley              | Premier League  | 20         | 0          | 5     | 0     | —              | —              | 25     | 0      |
| 2021/22         | Burnley              | Premier League  | 12         | 0          | 3     | 0     | —              | —              | 15     | 0      |
| 2022/23         | West Bromwich Albion | Championship    | 36         | 0          | 0     | 0     | —              | —              | 36     | 0      |
| Carrière totaal | Carrière totaal      | Carrière totaal | 441        | 6          | 36    | 2     | 34             | 0              | 511    | 8      |

Bijgewerkt t/m 2 juli 2023

## Interlandcarrière

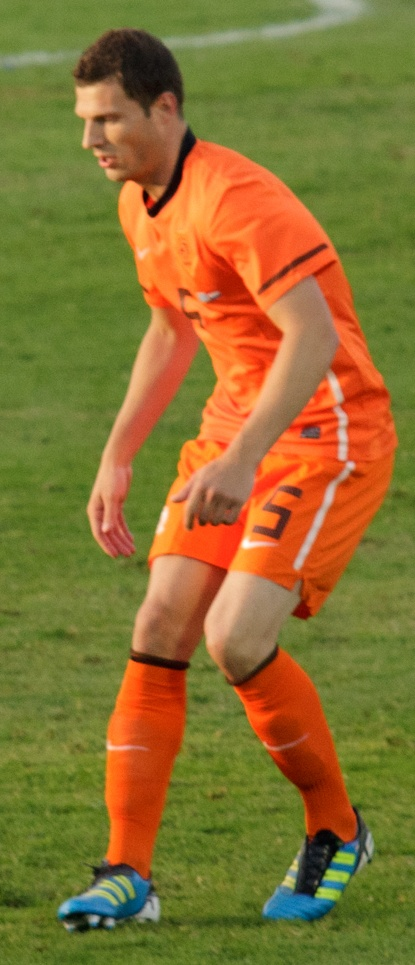
Pieters met Oranje.

Met Nederland onder 17 werd hij derde op het Wereldkampioenschap voetbal onder 17 - 2005. Pieters speelde eerst vanaf 2007 voor Jong Oranje voordat hij voor Nederlands voetbalelftal uitkwam. Hij nam deel aan het Europees kampioenschap voetbal mannen onder 21 - 2007. Met het Nederlands olympisch voetbalelftal nam Pieters deel aan de Olympische Zomerspelen 2008.
Pieters debuteerde op 11 augustus 2010 in het Nederlands voetbalelftal, in een oefeninterland tegen Oekraïne. De linksbackpositie kwam, na het vertrek van Giovanni van Bronckhorst vrij en Pieters was een van de kandidaten om hem op te volgen. Bondscoach Bert van Marwijk gunde 22 van de 23 spelers van de selectie van het WK 2010 rust en selecteerde in plaats daarvan zeventien anderen, waaronder Pieters. Hij begon aan de tweede helft in plaats van Vurnon Anita. Pieters kreeg een maand later tijdens zijn tweede interland zijn eerste basisplaats. Dat betrof een kwalificatiewedstrijd voor het EK 2012 tegen San Marino, die hij in zijn geheel speelde. Ook in de daaropvolgende wedstrijden speelde Pieters op de linksbackpositie. In de aanloop naar het EK 2012 in Oekraïne en Polen leek hij basisspeler te worden. Op 7 mei 2012 werd echter bekend dat Pieters het EK aan zich voorbij moest laten gaan door een breuk in zijn middenvoetsbeentje.
Na zijn herstel riep Louis van Gaal Pieters in juni 2013 voor het eerst weer op voor het Nederlands elftal. Hij mocht toen in twee oefeninterlands twee keer een helft meespelen. Daarna duurde het tot september 2014 voor hij weer werd geselecteerd en hij onder Guus Hiddink nog een laatste (oefen)interland speelde, als invaller tegen Italië.
| Interlands van Erik Pieters voor Nederland | Interlands van Erik Pieters voor Nederland | Interlands van Erik Pieters voor Nederland | Interlands van Erik Pieters voor Nederland | Interlands van Erik Pieters voor Nederland | Interlands van Erik Pieters voor Nederland |
| №                                          | Datum                                      | Wedstrijd                                  | Uitslag                                    | Soort Wedstrijd                            | Doelpunten                                 |
| Als speler bij PSV                         | Als speler bij PSV                         | Als speler bij PSV                         | Als speler bij PSV                         | Als speler bij PSV                         | Als speler bij PSV                         |
| ------------------------------------------ | ------------------------------------------ | ------------------------------------------ | ------------------------------------------ | ------------------------------------------ | ------------------------------------------ |
| 1.                                         | 11 augustus 2010                           | Oekraïne – Nederland                       | 1 – 1                                      | Vriendschappelijk                          | 0                                          |
| 2.                                         | 3 september 2010                           | San Marino – Nederland                     | 0 – 5                                      | Kwalificatie EK 2012                       | 0                                          |
| 3.                                         | 8 oktober 2010                             | Moldavië – Nederland                       | 0 – 1                                      | Kwalificatie EK 2012                       | 0                                          |
| 4.                                         | 12 oktober 2010                            | Nederland – Zweden                         | 4 – 1                                      | Kwalificatie EK 2012                       | 0                                          |
| 5.                                         | 17 november 2010                           | Nederland – Turkije                        | 1 – 0                                      | Vriendschappelijk                          | 0                                          |
| 6.                                         | 9 februari 2011                            | Nederland – Oostenrijk                     | 3 – 1                                      | Vriendschappelijk                          | 0                                          |
| 7.                                         | 25 maart 2011                              | Hongarije – Nederland                      | 0 – 4                                      | Kwalificatie EK 2012                       | 0                                          |
| 8.                                         | 29 maart 2011                              | Nederland – Hongarije                      | 5 – 3                                      | Kwalificatie EK 2012                       | 0                                          |
| 9.                                         | 4 juni 2011                                | Brazilië – Nederland                       | 0 – 0                                      | Vriendschappelijk                          | 0                                          |
| 10.                                        | 8 juni 2011                                | Uruguay – Nederland                        | 1 – 1                                      | Vriendschappelijk                          | 0                                          |
| 11.                                        | 2 september 2011                           | Nederland – San Marino                     | 11 – 0                                     | Kwalificatie EK 2012                       | 0                                          |
| 12.                                        | 6 september 2011                           | Finland – Nederland                        | 0 – 2                                      | Kwalificatie EK 2012                       | 0                                          |
| 13.                                        | 7 oktober 2011                             | Nederland – Moldavië                       | 1 – 0                                      | Kwalificatie EK 2012                       | 0                                          |
| 14.                                        | 11 oktober 2011                            | Zweden – Nederland                         | 3 – 2                                      | Kwalificatie EK 2012                       | 0                                          |
| 15.                                        | 29 februari 2012                           | Engeland – Nederland                       | 2 – 3                                      | Vriendschappelijk                          | 0                                          |
| 16.                                        | 8 juni 2013                                | Indonesië – Nederland                      | 0 – 3                                      | Vriendschappelijk                          | 0                                          |
| 17.                                        | 11 juni 2013                               | China – Nederland                          | 0 – 2                                      | Vriendschappelijk                          | 0                                          |
| 18.                                        | 4 september 2014                           | Italië – Nederland                         | 2 – 0                                      | Vriendschappelijk                          | 0                                          |

Bijgewerkt t/m 4 september 2014

## Erelijst
| Competitie            |        |         |     |     |
| Competitie            | Aantal | Jaren   |     |     |
| PSV                   | PSV    | PSV     | PSV | PSV |
| --------------------- | ------ | ------- | --- | --- |
| KNVB beker            | 1x     | 2011/12 |     |     |
| Johan Cruijff Schaal  | 1x     | 2008    |     |     |
| Nederland –21         |        |         |     |     |
| Europees kampioen –21 | 1x     | 2007    |     |     |